# Christoph Enders
Christoph Enders (* 10. Oktober 1957 in Stuttgart) ist ein deutscher Jurist und Professor an der Universität Leipzig.

## Leben
Enders nahm 1976 ein Studium der Rechtswissenschaft an der Universität Freiburg i. Br. auf, das er 1982 mit der ersten juristischen Staatsprüfung abschloss. Anschließend arbeitete er in Freiburg i. Br. am Lehrstuhl von Ernst-Wolfgang Böckenförde. Nach dem Rechtsreferendariat wurde Enders wissenschaftlicher Mitarbeiter bei Dietrich Murswiek. 1995 wurde er mit einer Arbeit zu „Kompensationsregelungen im Immissionsschutzrecht“ zum Dr. iur. promoviert. Bereits im darauffolgenden Jahr habilitierte er sich mit seiner ursprünglich als Doktorarbeit konzipierten Untersuchung zur Menschenwürde in der Verfassungsordnung. Zum Sommersemester 1996 nahm Enders einen Ruf an die Universität Mainz an. Seit 1998 ist er Inhaber des Lehrstuhls für Öffentliches Recht, insbesondere Umweltrecht an der Universität Leipzig. 2011 wurde die Denomination geändert in „Lehrstuhl für Öffentliches Recht, Staats- und Verfassungslehre“. Er ist Mitglied der Vereinigung für Verfassungsgeschichte.

## Schriften
- Kompensationsregelungen im Immissionsschutzrecht. Zur gesetzlichen Begründung von Emissionsrechten und ihrer Übertragung nach den Kompensationsregeln des Bundes-Immissionsschutzgesetzes im Bereich der Luftreinhaltung (Zugleich: Freiburg (Breisgau), Univ., Diss., 1995). Duncker und Humblot, Berlin 1996, 332 S., ISBN 3-428-08541-8 (= Schriften zum Umweltrecht, Band 66).
- Die Menschenwürde in der Verfassungsordnung. Zur Dogmatik des Art. 1 GG (Zugleich: Freiburg (Breisgau), Univ., Habil.-Schrift, 1995/96). Mohr Siebeck, Tübingen 1997, XI, 532 S., ISBN 3-16-146813-9 (= Jus publicum, Band 27).
- mit Michael Kahlo (Hrsg.): Toleranz als Ordnungsprinzip? Die moderne Bürgergesellschaft zwischen Offenheit und Selbstaufgabe. Mentis, Paderborn 2007, 265 S., ISBN 978-3-89785-485-7 (= Fundamenta iuris, Band 6).